# Transistor (Computerspiel)
Transistor ist ein Science-Fiction-Action-Rollenspiel des unabhängigen amerikanischen Spieleentwicklerunternehmens Supergiant Games. Das Spiel wurde am 20. Mai 2014 zunächst für Microsoft Windows und auf der PlayStation 4 veröffentlicht, am 30. Oktober 2014 schließlich auch für OS X und Linux. Supergiant Games verkaufte seitdem mehr als 600.000 Kopien des Spieles.

## Handlung

### Zusammenfassung
Red, eine berühmte Sängerin aus Cloudbank, wird während eines Auftrittes von einer Organisation namens Camerata mit einer Großschwert-artigen Waffe, dem Transistor, angegriffen. Doch der Anschlag schlägt fehl, weil sich ein Mann zwischen Red und den Transistor wirft und sein Leben für Red opfert. Die Waffe hat jedoch das Bewusstsein des Mannes und die Stimme von Red absorbiert. Red geht nun auf eine Reise durch Cloudbank, um herauszufinden, was an dem Abend vorgefallen ist und wie man es rückgängig machen kann. Auf der Suche nach Antworten wird sie vom Prozess attackiert, einer Roboter-Einheit, die von den Camerata kommandiert wird. Die Organisation verfolgt Red, um den Transistor für einen noch unbekannten Zweck zurückzuerlangen.

### Spielverlauf
Das Spiel startet mit dem spielbaren Charakter Red, die über dem zusammengesackten Torso des unbekannten Mannes kniet, welcher mit einem leuchtenden Großschwert ermordet wurde – dieses Schwert ist der Transistor. Es handelt sich hier jedoch nicht nur um einen gewöhnlichen Mord, denn der Transistor versiegelte im Moment des Angriffes die Stimme der Sängerin Red. Außerdem wurde das Bewusstsein des ermordeten Mannes im Schwert versiegelt, welcher nun in der Lage ist, durch den Transistor mit Red zu sprechen und als Erzähler der Geschichte fungiert. Red nimmt den Transistor an sich und macht sich auf den Weg, den Distrikt zu verlassen, doch der Prozess kommt ihr in die Quere. Sie muss sich durch die Reihen dieser Armee von künstlichen Intelligenzen durchkämpfen, um zu entkommen.
Auf dem Weg zum Ort des Attentates trifft Red auf Bewohner von Cloudbank, die vom Prozess assimiliert wurden; sie ist in der Lage, auch diese Personen in den Transistor aufzunehmen. Als Red die Bühne im Goldwalk Distrikt, wo der Anschlag geschehen ist, erreicht hat, erfährt sie, dass der Prozess von den Camerata kontrolliert wird, einer unheimlichen Gruppe von hochrangigen Funktionären. Es war diese Organisation, welche Red angegriffen hat, was aber, von dem Mann, der den Stoß des Schwertes abfing, verhindert wurde. Bei der Bühne angekommen, trifft die Protagonistin auf Sybil Reisz, ein Camerata-Mitglied, mit dem sie sich bereits vor dem Attentat angefreundet hatte. Die vom Prozess korrumpierte Sybil greift Red an, worauf die Sängerin sich verteidigt und Sybil besiegt. Nach der Auseinandersetzung absorbiert Red auch Sybils Bewusstsein in den Transistor, um ihr Wissen über die Camerata auszunutzen und findet auf diese Weise den Standort vom Anführer der Organisation, Grant Kendrell – ein Administrator von Cloudbank –, heraus.
Mit einem neuen Ziel betritt Red den Highrise Distrikt. Die Maßnahmen des Prozesses werden nun immer aggressiver, was dazu führt, dass die Invasion des Prozesses Schlagzeilen macht. Asher Kendrell, ein weiteres Mitglied der Camerata, greift daraufhin ein und entschuldigt sich öffentlich für die Maßnahmen seiner Organisation. Er enthüllt die Beteiligung der Camerata an der Invasion des Prozesses und entschuldigt sich sogar bei Red, dem Unbekannten im Transistor, sowie allen anderen einflussreichen Personen, dem der Prozess das Leben genommen hat. Es wird immer deutlicher, dass die Camerata die Kontrolle über den Prozess verloren hat und die derzeitige Situation nicht der Vision der Organisation entspricht. Beim anstrengenden Aufstieg der Bracket Towers, auf dem Weg zu Grant, muss Red unzähligen Mitgliedern des Prozesses gegenübertreten. Hierbei stößt sie ebenfalls auf eine riesige Kreatur, welche „Spine“ genannt wird. Nach einem Kampf mit dieser Kreatur, um den Unbekannten im Transistor vor dem Einfluss der Spine zu retten, erreicht Red das Versteck der Camerata in den Bracket Towers. Sie muss zu ihrem Bedauern feststellen, dass Grant und Asher Suizid begangen haben. Doch da Red im Besitz des Transistors ist, kann sie auch diese in das Schwert aufnehmen und so das Versteck des letzten Mitglieds ausmachen.
Nach dem Entschluss, den letzten der Camerata, Royce Bracket, zur Strecke zu bringen und dann aus der Stadt zu fliehen, machen sich Red und ihr Gefährte auf den Weg zum Distrikt Fairview, wo alles begann. Der Prozess hat diesen schon vollkommen assimiliert und es ist nur noch eine weiße blockige Kopie der ursprünglichen Form übrig. Beim Erreichen des Distriktes nimmt Royce Kontakt über einen Stellvertreterroboter auf. Er bietet einen Waffenstillstand an, um den Prozess zu stoppen. Royce verrät, dass der Transistor eine „Fernbedienung“ ist, der die Landschaft und Umwelt von Cloudbank manipulieren kann. Das Schwert gehört zum zentralen Apparat, welcher von den Administratoren der Stadt genutzt wird, um die Stadt an die Bedürfnisse der Bewohner anzupassen. Nach unzähligen Kämpfen gegen den Prozess, welcher sich nun auf dem Weg durch eine vollkommen assimilierten Teil von Fairview, wo die Gesetze der Physik nur noch lose wirken, in eine humane Form entwickelt hat, erreicht Red den „Cradle“. Dieses System versorgt den Transistor mit Energie, um den Prozess – welcher ein zentraler Bestandteil des Systems ist, welches Cloudbank verändert – zu manipulieren und die Invasion zu stoppen. Nachdem Red den Transistor in die „Cradle“ steckt, werden sie und Royce in den Transistor absorbiert. Im Transistor treffen sie auf eine virtuelle Welt. Royce hat in dieser Welt einen eigenen Transistor und informiert Red, dass nur einer von ihnen dieser Welt entfliehen kann, um Cloudbank zu retten. Er entschuldigt sich bei Red, und sie beginnen das Duell.
Nach Red´s Triumph über Royce verlässt die Protagonistin die Welt des Transistors, was Royce in der Welt gefangen hält, und beginnt den Wiederaufbau der Stadt. Als sie auf den Körper des Mannes stößt, der sie vor dem Anschlag gerettet hat, realisiert sie, dass er nicht aus dem Transistor befreit werden kann. Sie fasst den Entschluss, sich neben ihn zu setzen und trotz des Protestes und der Bitten des Mannes im Transistor Suizid zu begehen, um mit ihm wieder vereint zu sein. Sie spießt sich mit dem Transistor auf und nimmt sich so auf dieselbe Weise das Leben, wie es dem mysteriösen Mann genommen wurde. Im Abspann wird offenbart, dass der Mann der Geliebte von Red war und dass nun beide in der Welt des Transistors wiedervereint sind. Der herzliche Austausch von Grüßen offenbart, dass ihre Stimme wiederhergestellt ist.

## Spielprinzip
Das Spielgeschehen von Transistor wird in der isometrischen Perspektive präsentiert. Der Spieler schlüpft in die Rolle der Sängerin Red, die an verschiedenste Orte der Stadt Cloudbank reist und sich währenddessen gegen die Legionen des „Prozesses“ verteidigt. Dazu können ein Echtzeit-Kampfsystem sowie der Planungsmodus „Turn()“, der die Zeit anhält, verwendet werden. Doch das Verwenden des Turn() hat einen Preis, denn der Modus leert die Action-Bar. Der nächste Turn() sowie viele Fähigkeiten können erst wieder ausgeführt werden, wenn sich die Action-Bar nach einer Verzögerung wieder auffüllt. Nach erfolgreichen Kämpfen erhält Red Erfahrungspunkte, die sie Level aufsteigen lassen. Beim Erreichen eines nächsten Levels können neue Fähigkeiten – die „Funktionen“ – freigeschaltet werden. Diese „Funktionen“ eröffnen ein komplexeres System. Jede Funktion löst bei ihrer Anwendung einen von drei Effekten aus. An sogenannten „Zugangspunkten“ lassen sich die freigeschalteten Funktionen aus- und umrüsten. Hierbei kann man vier aktive Funktionen wählen, die als Reds Attacken fungieren. Passive Funktionen haben ebenfalls vier Zugangspunkte, die Red verschiedene passive Boni zukommen lassen. Außerdem gibt es die Möglichkeit, die aktiven Funktionen mit jeweils zwei weiteren Funktionen zu modifizieren, um neue Attacken zu kreieren. Zum Beispiel lässt sich die Spark-Funktion als aktive Funktion ausrüsten, um einen großflächigen Angriff auszuführen. Als passive Funktion erzeugt sie bei Treffern Kopien von Red, um Gegner abzulenken. Die Funktion lässt sich ebenfalls als Upgrade an eine andere Funktion anbinden, was die aktive Funktion aufteilt, um eine größere Fläche zu treffen.

## Entwicklung

### Musik
Der Soundtrack von Transistor wurde von Darren Korb produziert und wurde gleichzeitig mit dem Spiel am 20. Mai 2014 veröffentlicht. Ashley Lynn Barrett, die schon am Soundtrack des Vorgängerspieles Bastion mitgearbeitet hatte, sang die Stücke The Spine, In Circles, We All Become, Signals und Paper Boats ein. Der musikalische Stil des Soundtracks ist (nach Darren Korb), elektronischer Post-Rock. Um der Atmosphäre des Spiels zu entsprechen, wurden E-Gitarren, Harfen, Akkordeons, Mandolinen, E-Piano und Synthesizer-Pads verwendet. Zusätzlich wurde ein Equalisationsfilter über die Musik gelegt, um die Musik entfernt und verzerrt klingen zu lassen, wenn man sich in Pausen sowie Turn() Menüs befindet.
Der Soundtrack verkaufte sich in den ersten zehn Tagen 48.000 mal.
| Nr.          | Titel           | Vocals              | Länge |
| ------------ | --------------- | ------------------- | ----- |
| 1.           | Old Friends     |                     | 3:21  |
| 2.           | Stained Glass   |                     | 2:11  |
| 3.           | Forecast        |                     | 2:39  |
| 4.           | The Spine       | Ashley Lynn Barrett | 3:14  |
| 5.           | Coasting        |                     | 3:29  |
| 6.           | Vanishing Point |                     | 3:40  |
| 7.           | Traces          |                     | 2:02  |
| 8.           | Water Wall      |                     | 3:56  |
| 9.           | Cut Apart       |                     | 0:52  |
| 10.          | In Circles      | Ashley Lynn Barrett | 3:26  |
| 11.          | Gold Leaf       |                     | 2:43  |
| 12.          | Heightmap       |                     | 4:23  |
| 13.          | Dormant         |                     | 2:51  |
| 14.          | Apex Beat       |                     | 3:10  |
| 15.          | Gateless        |                     | 4:19  |
| 16.          | Sandbox         |                     | 3:29  |
| 17.          | We All Become   | Ashley Lynn Barrett | 2:29  |
| 18.          | Interlace       |                     | 4:06  |
| 19.          | Tangent         |                     | 3:23  |
| 20.          | Signals         | Ashley Lynn Barrett | 2:55  |
| 21.          | Impossible      |                     | 4:40  |
| 22.          | Blank Canvas    |                     | 0:52  |
| 23.          | Paper Boats     | Ashley Lynn Barrett | 4:00  |
| Gesamtlänge: | Gesamtlänge:    | Gesamtlänge:        | 72:23 |

## Rezeption

### Kritiken und Verkaufszahlen
Transistor wurde mit mehrheitlich positiven Kritiken wahrgenommen. GameSpot gab dem Spiel 8/10, Destructoid 8,5/10, IGN 9/10 und Polygon 8,5/10 Punkten. Auf Metacritic hat das Spiel 83 % erreicht, die Bewertung setzt sich aus 47 Reviews zusammen, welche sich im Generellen positiv über das Spiel äußern.

„Wir verbringen gefühlt fast so viel Zeit damit, Transistor zu verstehen, wie es zu spielen. Transistor will nicht erklären, es will verstanden werden – selbst Erläuterungen zum Kampfsystem beschränken sich aufs absolute Minimum. Ja, wer sich die Zeit und den Lernwillen nimmt, wird irgendwann ein außergewöhnlich durchdachtes und cleveres Action-Adventure entdecken. Aber wer zu viele Haken schlägt, der muss sich nicht wundern, wenn der Spieler dabei das Ziel aus den Augen verliert und entnervt aufgibt.“

Das Spiel verkaufte sich bis zum Januar 2015 mehr als 600.000 Mal.

### Auszeichnungen
| Jahr | Auszeichnung                              | Kategorie             | Resultat  | Referenz      |
| ---- | ----------------------------------------- | --------------------- | --------- | ------------- |
| 2014 | The Game Awards                           | Best Independent Game | Nominiert | [ 17 ] [ 18 ] |
| 2014 | The Game Awards                           | Best Score/Soundtrack | Nominiert | [ 17 ] [ 18 ] |
| 2014 | Giant Bomb's 2014 Game of the Year Awards | Best Music            | Nominiert | [ 19 ]        |
| 2015 | IGN's Best of 2014                        | Best Graphics – Art   | Gewonnen  | [ 20 ]        |
| 2015 | IGN's Best of 2014                        | Best Music            | Nominiert | [ 21 ]        |
| 2015 | IGN's Best of 2014                        | Best Overall Game     | Nominiert | [ 22 ]        |
| 2015 | IGN's Best of 2014                        | Best PS4 Game         | Nominiert | [ 23 ]        |
| 2015 | IGN's Best of 2014                        | Best Sound Design     | Nominiert | [ 24 ]        |
| 2015 | IGN's Best of 2014                        | Best Strategy         | Nominiert | [ 25 ]        |